# Дени Геђ
Дени Геђ (фр. Denis Guedj; Сетиф, 1940 — Париз, 24. април 2010) је био математичар, писац, професор историје науке на Универзитету Париз VIII, а на Одељењу за филмску уметност предаје филмовање и романсирање науке.
Био је главни уредник за математику у Ларусовој енциклопедији и аутор је »Математичке хронике« у листу Либерасион.
Објавио је романе »Мерење света:Меридијан«, »Научна револуција«, »Царство бројева«, »Папагајева теорема«, позоришне комаде »Хиљаду и један број и нешто више« и »Од тачке до линије«. Написао је сценарио за филм »Имаш само један живот«.
Добитник је награде за најбољи сценарио за филм Меридијан 1987. године и друге награде за најбољи филм за младе 1992. за остварење »Шифра соко: Багдад после«.
Аутор је серије о математици у дванаест прича »Љубав као математика«